# Una pistola a cada mà
Una pistola a cada mà (títol original en castellà: Una pistola en cada mano) és una pel·lícula espanyola de 2012 dirigida per Cesc Gay. Va ser guardonada en l'edició dels Premis Gaudí de 2012 com a millor pel·lícula en llengua no catalana, millor guió i millors actors secundaris per Eduard Fernández i Candela Peña. Candela Peña va ser nominada en la edició XXVII dels Premis Goya en la categoria de millor interpretació femenina de repartiment. Gravada originalment en castellà, s'ha doblat al català per a TV3.

## Argument
Malgrat tenir-ho tot, J. (Sbaraglia) està sota els efectes d'una greu depressió. En canvi, E. (Fernández), que només té un gat, viu tranquil·lament tot i haver tornat a casa de la seva mare. S. (Cámara) intenta tornar amb la seva dona (Segura) dos anys després de la seva ruptura, però ella espera un fill d'un altre home. G. (Darín) recorre als ansiolítics per intentar comprendre per què la seva dona té una aventura. P. (Noriega) preten seduir una companya (Peña). Maria i Sara (Watling i Guillén Cuervo) intercanvien els seus marits (Mollà i San Juan) per descobrir les seves intimitats. L. (Tosar) és un home que crida la seva amant amb el nom del seu gos. Una radiografia de la vida amorosa de vuit homes d'avui.

## Repartiment
- Ricardo Darín…G.
- Luis Tosar…L.
- Javier Cámara…S.
- Eduardo Noriega…P.
- Leonor Watling…María
- Candela Peña…Mamen
- Cayetana Guillén Cuervo…Sara
- Eduard Fernández…E.
- Leonardo Sbaraglia…J.
- Jordi Mollà…M.
- Alberto San Juan…A.
- Clara Segura…Elena

## Guardons
XXVII Premis Goya
| Categoria                    | Persona      | Resultat   |
| ---------------------------- | ------------ | ---------- |
| Millor actriu de repartiment | Candela Peña | Guanyadora |

Premis Gaudí de 2012
| Categoria                                | Persona                                  | Resultat   |
| ---------------------------------------- | ---------------------------------------- | ---------- |
| Millor pel·lícula en llengua no catalana | Millor pel·lícula en llengua no catalana | Guanyadora |
| Millor director                          | Cesc Gay                                 | Nominat    |
| Millor guió                              | Cesc Gay i Tomàs Aragay                  | Guanyadors |
| Millor actor secundari                   | Eduard Fernández                         | Guanyador  |
| Millor actriu secundària                 | Candela Peña                             | Guanyadora |
| Millor vestuari                          | Anna Güell                               | Nominada   |